# 紅矮星

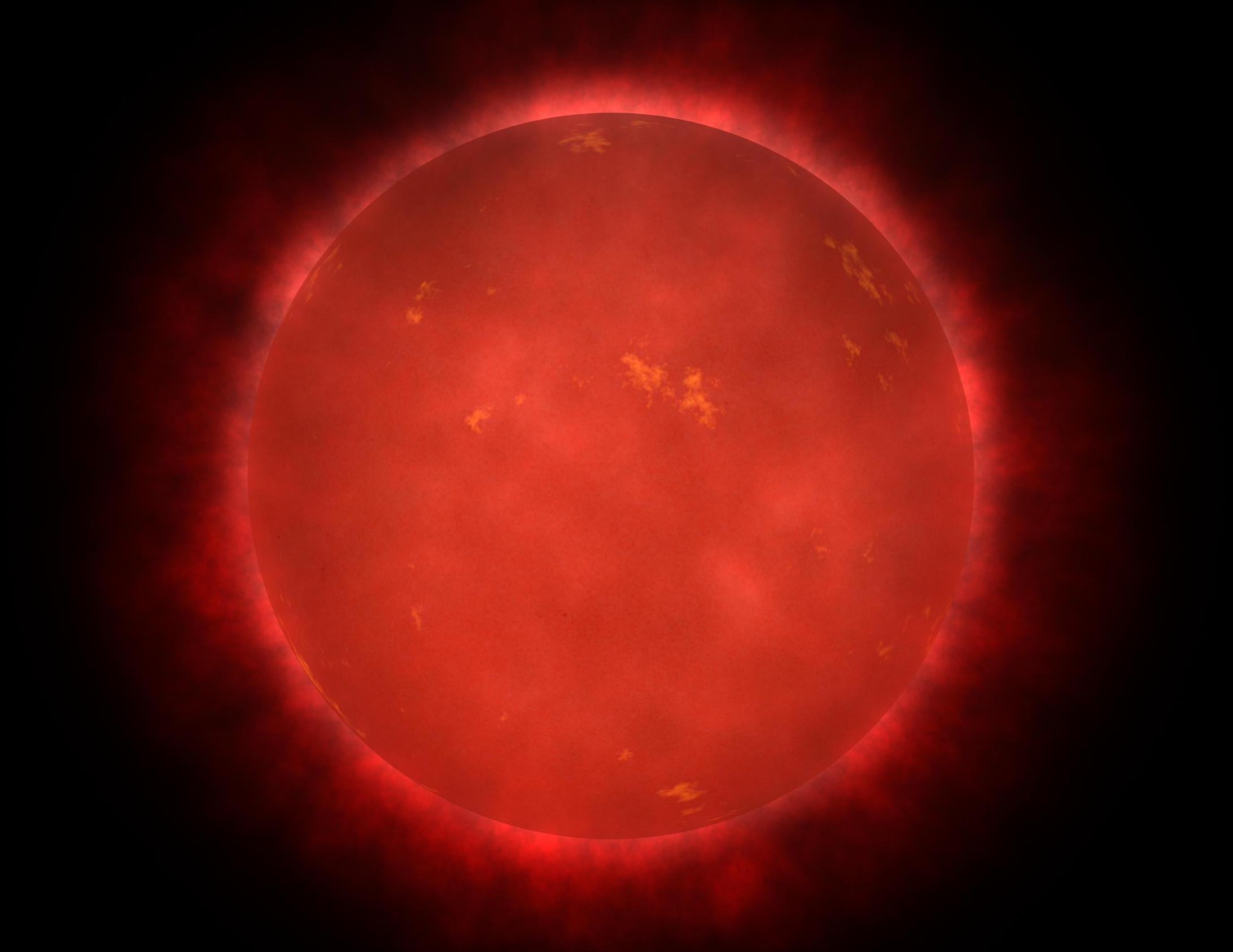
藝術家筆下的紅矮星，也是太陽附近最常見的恆星類型

紅矮星，也就是M型主序星（MV），根據赫羅圖，「紅矮星」在眾多處於主序階段的恆星當中，其大小及溫度均相對較小和低，在光譜分類方面屬於M型。

## 特徵
紅矮星占恆星比例中的較多數。大多數紅矮星的直徑及質量均低於太陽的三分之一，表面溫度也低於3,500 K。釋出的光也比太陽弱得多，有時更可低於太陽光度的萬分之一。又由於內部的氫元素核聚變的速度緩慢，因此它們也擁有較長的壽命。质量低于0.35太阳质量的红矮星会有充分的对流，氦元素会在恒星内部均匀分布，而不会在核心累积，因此紅矮星不會膨脹成紅巨星，而是会转变成蓝矮星，直至氫氣耗盡时变成白矮星。它们会保持稳定的光度和光谱持续数千亿年，由于现在宇宙的年龄有限，还没有红矮星发展到之后的阶段。

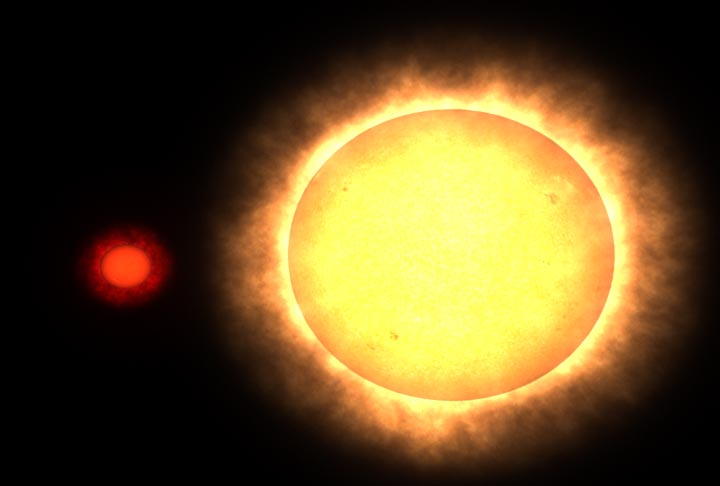
圖左的紅矮星，體積比右方的太陽小得多

此外人們又發現，不含「金屬」的紅矮星只佔很少的一部分，而根據「大爆炸」理論的預測，第一代恆星應只擁有氫、氦及鋰元素，如果這些早期恆星包括紅矮星，那么這些「純正」的紅矮星至今理应能繼續觀測得到，然而事實卻不然，含有「金屬」的恆星佔了紅矮星的大多數。因此在宇宙形成時，能發光的第一代恆星定擁有超高質量，因為它們極短的壽命在經過超新星爆發後，重元素得以產生，成為形成低質量恆星基本的構成。
宇宙眾多恆星中，大約73%左右為紅矮星，佔了大多數，是宇宙中最常見的星體。
在銀河系中紅矮星也是大多數，离太阳最近的65颗恒星中有50颗是红矮星。例如離太陽最近的恆星，半人馬座的南門二比鄰星，便是一顆紅矮星，其光譜分類為M5，視星等11.0。

## 行星系統
至2005年，人們首度在紅矮星身上，發現有太陽系外行星圍繞旋轉，第一顆行星的質量與海王星差不多，日距約為600萬公里（0.04天文單位），其表面溫度約為攝氏150°C。2006年，人們又發現一顆與土星差不多的行星繞著另一顆紅矮星旋轉，這顆行星的日距為3.9億公里（2.6天文單位），表面溫度為攝氏零下220°C。
不過由於適居帶距離太近，年輕红矮星一旦爆發超大閃焰，威力可達太陽的一萬倍，若行星無強大磁場保護，即使有大氣層也會被吹散；再加上潮汐鎖定造成永晝跟永夜，縱然換作穩定的老年紅矮星，大氣層仍可能從行星永晝面高溫消耗掉。所以紅矮星系適不適合生命發展常引起爭論。

## 離太陽最近的紅矮星
太陽鄰近的恆星中，約85%左右為紅矮星，以下將列舉幾個:
半人馬座南門二比鄰星：為三合星系統，主星為G型主序星半人馬座α星A，第二顆為K型主序星半人馬座α星B，第三顆恆星，也就是比鄰星，為一顆M型紅矮星，目前發現有行星圍繞著比鄰星，比鄰星b，該行星位於紅矮星比鄰星適居帶內，距離地球4.2光年，是距離太陽最近的恆星系。
巴納德星：是一顆質量非常小的紅矮星，該恆星為英國天文學家愛德華·愛默生·巴納德於1916年發現的，有一顆行星圍繞著巴納德星，巴納德星b，該行星為一顆超級地球，距離地球約6光年。
沃夫359：一顆很小且黯淡的紅矮星，距離太陽7.7光年。
拉蘭德21185：距離地球約8.2光年，周圍可能有行星。
羅斯248：是一個移動中的紅矮星，它一直往太陽方向移動，約38000年後會比比鄰星更靠近太陽。
比鄰星：位於半人馬座，是半人馬座α三合星的第三顆星，依拜耳命名法也稱為半人馬座α星C，是距離太陽最近的一顆恆星（4.22光年），恆星分類屬於紅矮星。

## 引用
1. ↑  Reiners, A.; Basri, G. . Astronomy and Astrophysics. March 2009, 496 (3): 787–790. Bibcode:2009A&A...496..787R. arXiv:0901.1659 . doi:10.1051/0004-6361:200811450.
2. ↑  Laughlin G., Bodenheimer P., Adams F. C. The End of the Main Sequence (en) // The Astrophysical Journal. — Bristol: IOP Publishing, 1997. — Vol. 482. — P. 420—432. — ISSN 0004-637X. — doi:10.1086/304125.
3. ↑  Adams F. C., Graves G. J. M., Laughlin G. Red Dwarfs and the End of the Main Sequence // Revista Mexicana de Astronomía y Astrofísica. — Mexico: Universidad Nacional Autónoma de México, 2004. — Vol. 22. — P. 46—49. — ISSN 0185-1101.
4. ↑  宇宙中超3/4恒星均为红矮星 （页面存档备份，存于）, 科学网, 2014-03-06 09:39:11
5. ↑  临近恒星列表
6. ↑  How the Universe Works Season 5 Episode 8: Strangest Alien Worlds. Science Channel.
7. ↑  How the Universe Works Season 7 Episode 9: Finding The New Earth. Science Channel.

## 備註
1. ↑  在天文學裡，「金屬」是指氫和氦以外的重元素